# ラブレター (アルフィーの曲)
「ラブレター」は、日本の音楽グループ・ALFEEの3作目のシングル。

## 概要
- 前作「青春の記憶」から約3年8か月ぶりのシングル。
- ALFEE名義及びポニーキャニオン移籍後初の作品でもある。
- 表題曲は『ショウワノート』のCFソングに起用され、初のタイアップが付いた。
- 正確には前シングル盤は「府中捕物控」の予定であったが、発売中止となった為、枚数には数えられず、「青春の記憶」が前シングル曲となる。

## 収録曲
| 全作詞・作曲: 高見沢俊彦、全編曲: クニ河内。 |                    |            |            |      |
| #                                            | タイトル           | 作詞       | 作曲・編曲 | 時間 |
| A面.                                         | 「ラブレター」     | 高見沢俊彦 | 高見沢俊彦 | 3:53 |
| B面.                                         | 「過ぎ去りし日々」 | 高見沢俊彦 | 高見沢俊彦 | 3:54 |

### 解説
1. ラブレター

- アルフィーは1974年にデビューした後、ヒット曲に恵まれておらず、1975年に発売する予定でいた「府中捕物控」がレコード会社の自主規制により発売中止となった。
それがきっかけとなり、アルフィーは自分たちの意思でしばらくの間レコード会社と契約を結ばずライブハウスとバックバンドを中心にに活動をしていた。
これらの活動を進めて行き、メンバーは自作曲を作ることを意識するようになった中で、本作がポニーキャニオンのスタッフに認められ、1979年発売、再デビューにまでこぎつけた。
アルフィーのシングルとしては初のタイアップも付いた意欲作でもあったが、売上は伸びなかった。

- ライヴハウス時代（キャニオンより再デビュー前）にはギターインストで演奏されていた。

- 発売当時のEP盤には、カタカナ表記と併せて、「Love Letter」と英語表記もされていた。

- 2013年8月、高見沢のソロツアーライブ「Legend of Fantasia 2013 雷神-raizin-」にて、「Love Letter From Hell」と題されてヘヴィメタルバージョンにて演奏された（映像作品『Takamiy Legend of Fantasia 2013 雷神-raizin- Live at Pacifico Yokohama Aug.25.2013』で視聴可能）。

1. 過ぎ去りし日々

## タイアップ
- 『ショウワノート』1979年度CFソング (#1)

## 収録アルバム
- TIME AND TIDE (#1,2)
- ALFEE A面 コレクション (#1)
- ALFEE B面 コレクション (#2)
- ALFEE SILVER (#1,2)
- BEST SELECTION (#1,2)
- アルフィーA面コレクション スペシャル (#1)
- アルフィーB面コレクション スペシャル (#2)
- THE ALFEE SINGLE HISTORY VOL.I 1979-1982 (#1,2)
- TIE-UP 〜Collaboration History〜 (#1)